# Iskandar-i Shaykhi
Iskandar-i Shaykhi o Eskandar-e Sheykhi (+ inicis del segle xv, probablement el 1404) fou un general que va servir a diversos senyors a Pèrsia al darrer terç segle xiv i fins als inicis del XV. Restablert al principat de Damawand i Rustamdar per Tamerlà, es va revoltar i va acabar desaparegut i probablement mort.

## Primers anys
El governant bawàndida Kiya Afrasiyab (de la branca dels kiya-i-djabal o kiya culaw) ve perdre el poder el 1359 perquè el sayyid de Dabudasht, Mir-i Buzurg va agafar a traïció a Kiya Afrasiyab i a tres dels seus fills i els van matar i haguera fet el mateix amb el fill Iskandar-i Shayki sinó hagués fugit al Khurasan (1374).
Kamal al-Din de la dinastia de sayyids maraixis de Mazanderan va entregar Rustamdar, que governava el seu germà Fakhr al-Dawla, a Malik Tus. El 1374 Iskandar es va unir al dissident xiïta de Sabzawar Darwish Rukn al-Din en el seu intent de prendre el poder. Quan això va fallar, Iskandar va passar al domini dels Karts d'Herat que el van acceptar i li van donar el govern de Fushanj i després de Nixapur. Quan Darwish Rukn al-Din va tornar a Sabzawar amb suport del muzaffàrida Shah Shuja i va aconseguir prendre la ciutat i altres fortaleses, Iskandar estava a punt per tornar a passar al seu servei. Enfrontat a Wali Khan i altres enemics, Rukn al-Din va haver de fugir i va ser capturat i executat. Iskandar aleshores va tornar al servei dels karts que el van perdonar. El 1381 Iskandar fou un dels oficials kàrtides que va rebre a Tamerlà i fou qui el va informar separadament de la situació local; només l'amir Shaykh ibn Da’ud ibn Khitatay (la família del qual havia servit als karts com a administradors militars almenys des de feia una generació) el va precedir entre els amirs kàrtides que van passar a Tamerlà (ibn Daud va obtenir el govern d'Isfizar on es va revoltar i va morir el 1383).

## Al servei de Tamerlà
Iskandar va servir a l'exèrcit de Tamerlà amb eficàcia a diversos llocs. El setembre de 1392 Tamerlà va arribar prop d'Astarabad acampant a la vora del riu Gurgan. El cap religiós Sayyid Baraka li va portar a Sayyid Ghiyath al-Din, fill de Sayyid Kamal al-Din de Sari, que venia per pagar el tribut i demanava signar un tractat amb les condiciones que Timur volgués fixar. Timur el va rebre be i va considerar la proposta de tractat que se li feia. Poc després a Astarabad, Timur fou rebut per Pir Pirak, fill i successor de Lukman Padshah (al qual Timur havia concedit al tron a la mort del seu pare en data desconeguda però propera al 1390). Pirak i Malik Tus es van oposar a la pau amb els sayyids maraixis i Ghiyat al-Din va quedar presoner com a ostatge. Kamal aleshores es va fer fort a la llacuna de Mahanasar, prop d'Amol, on va ser atacat, lliurant-se batalla a Karatughan, prop de la llacuna, el 24 de setembre del 1392, essent derrotat Kamal que es va haver de replegar a la fortalesa. L'any següent el sayyid maraixi Kamal al-Din es va rendir a Mahanasar (2 d'agost de 1393) i va demanar el perdó (aman). Les forces de Tamerlà van entrar als feus maraixis com Amol, Sari i altres. El bawàndida (branca Kiya Culaw o afrasiyàbida) Iskandar-i-Shakki, un dels amirs de Tamerlà, fou un dels que més es va destacar en massacrar a la gent, en revenja per la mort del seu pare Kiya Afrasiyab i altres parents morts pels dervixos deixebles de Kay Imad al-Din: amb les seves forces va assetjar Amol per evitar que no sortís ningú i van entrar a la ciutat massacrant a la població indefensa de manera general (Yazdi la qualifica de “la mes terrible matança de la que mai s'ha parlat”). Iskandar-i-Shaykhi va ser restaurat en el seu antic govern; alguns membres dels maraixi van fugir a Gilan: Abd al-Muttalib (fill de Rida al-Din d'Amol), Abd al-Azim (fill de Zain al-Abidin) i Izz al-Din Hassani Rikabi. Kamal al-Din i els seus altres dos fills van ser portats presoners en vaixell cap al nord de la mar Càspia i d'allí a Coràsmia i finalment a Samarcanda. Sayyid Murtaza i Sayyid Abdallah (amb els seus fills) van ser portats a Samarcanda i després a Taixkent. Més tard els dos fills de Kamal al-Din, Ghiyath al-Din i Ali Sari, van passar al servei de Tamerlà. Amol va ser entregada a Iskandar-i Shaykhi i Sari va passar a Djamshid Karin Ghawri (Jemshid Karin), nadiu de Kain, al Kuhistan. També va sotmetre el Ruyan on els baduspànides només van conservar la fortalesa de Nur. La primera acció de govern d'Iskandar fou destruir la tomba de Mir-i Buzurg a Sari.

## Rebel·lió d'Iskandar
Iskandar retornat al seu lloc d'origen el Rustamdar, va intentar fer-se independent el 1403 o 1404. Tamerlà va tenir notícies de la revolta al kurultai de 1404 a Baylakan (Karabagh). Sulayman Xah fou enviat a verificar la revolta i el príncep Rustem ibn Umar Shaikh per assistir a l'amir. Si Iskandar es sotmetia humilment, se li havien de donar totes les facilitats i garanties però si persistia en la revolta se l'havia de destruir i a tal efecte es mobilitzava la cavalleria de Qom, Kashan i Derghuzin. Iskandar havia fortificat Firuzkuh (Iran) on va deixar als seus fills i esposa i al acostar-se les tropes timúrides va fugir als boscos impenetrables de Txelun i Rustumdar. Les tropes timúrides van arribar a Teheran on van romandre 20 dies i allí van acudir la infanteria de Rayy, Saveh i la cavalleria i infanteria de Qom, Kashan i Derghuzin, en total uns dos mil homes que van entrar al Rustamdar i van assetjar la fortalesa de Nur que fou presa i arrasada. Malik Kyumeres, enemic d'Iskandar Shayki, es va presentar als timúrides en aquest lloc, però fou arrestat i entregat al rebel com a exemple de bona voluntat i de que volien arribar a un pacte amb ell. Però Iskandar no es va atrevir i enlloc d'això va pactar amb Kyumeres; junts van fer diversos actes agressius dels que Sulayman Shah va informar a Timur quan encara estava acampat al riu Aglok o Aglobok. Timur va decidir que hi passaria personalment i al mateix temps va enviar missatge al lloctinent general del Khurasan, amir Mezrab, de marxar amb tropes cap a Sari i Amol.
El maig del 1404 Tamerlà va enviar al príncep Iskandar ibn Umar Shaikh a ajudar a Sulayman Shah i al príncep Rustem ibn Umar Shaikh a Rustamdar. Abu Bakr ibn Miran Shah va rebre la ordre d'anar a combatre a Iskandar Shayki al costat de Rustem i Sulayman Shah, de manera vigorosa; Abu Bakr va fer treure la neu i va creuar la muntanya d'Akbay Talagun, i es va trobar amb els prínceps Rustem i Iskandar i l'amir Sulayman Shah a Kujur. Tamerlà va passar per Damawand i va arribar a Firuzkuh. El 29 de maig de 1404 va començar el setge de la ciutadella. Una de les torres estava construïda a la part baixa, tocant el riu, i des de allí obtenien l'aigua del riu; els assetjants van desviar el riu a la zona propera a la torre. Els assetjats, que estaven manats pel fill d'Iskandar Shayki, van oferir resistència però finalment es va produir l'assalt final i el fill d'Iskandar es va veure obligat a demanar quarter. Els delegats es van presentar a Timur i es van postrar i aparentment no foren executats. Timur va designar governador de la ciutadella a l'amir Zengi Tuni.
L'exèrcit amb Tamerlà al front, va arribar a les muntanyes de Txelao. Iskandar Shayki va fugir i es va refugiar a la zona anomenada barranc del Infern. El 8 de juny de 1404 Tamerlà va arribar a Txelao, però Iskandar ja havia fugit. L'endemà Timur va seguir endavant. Va arribar a un cabalós torrent que no podia ser creuat ni nadant ni a peu i del qual l'únic pont existent ja havia estat destruït per Iskandar Shayki després de creuar-lo. Timur va haver de fer construir un nou pont de fusta que es va realitzar en pocs dies i que va permetre passar i van acampar a una muntanya. Tot i l'inhòspit del lloc, allí Timur va rebre a Said Ismail de Kersekane, un dels senyors de Tirmidh. L'emperador va enviar diverses columnes a la busca d'Iskandar Shayki, guiats per xerifs de Mazanderan. El 14 de juny un contingent timúrida va albirar Iskandar a un bosc proper a la mar Càspia. Shaikh Dervix Allahi es va retirar per anar a trobar a Yusuf Barles que venia al darrere; van quedar vint homes que foren descoberts per Iskandar, que en tenia mes de 200. Els 20 homes van optar per resistir; i van haver diversos combats en que cada part va mantenir les posicions fins que finalment Iskandar Shayki va optar per la retirada; llavors va arribar Yusuf Barles (amb Saif al-Muluk i Hajji Abdallah) que no va poder fer altre cosa que saquejar el campament enemic. L'endemà van arribar tropes manades pels prínceps Rustem i Abu Bakr amb els amirs Sevinjik i Sulayman Shah. En persecució d'Iskandar Shayki cap a la muntanya, van fer presoner al seu fill Ali ibn Iskandar i a la filla, amb els servidors del rebel.

## Final d'Iskandar
El príncep Sultan Husayn es va unir a la persecució amb 70 homes i finalment el van trobar al mig d'un bosc, amb 200 homes. Es va lliurar la batalla i Sultan Husayn va fingir una retirada per després tornar a la càrrega amb energia. Veient el combat perdut, Iskandar Shayki va fugir cap a Gilan i ja no se’n van tenir mes notícies i circulaven rumors de que havia mort al bosc o de que s'havia vestit de monjo estranger. Sultan Husayn a la tornada es va trobar amb els prínceps Rustem i Abu Bakr a la vora de la mar Càspia amb els amir Sulayman Shah i Nur al-Din i junts van marxar a buscar a Iskandar Shayki en direcció a Gilan; se’ls va unir l'amir Mezrab Yaku que amb les tropes de Khurasan també buscava a Iskandar Shayki; altres amirs que havien sortir amb el mateix objectiu, van anar confluint al mateix lloc i finalment es va decidir retornar al campament imperial. Tamerla els va reprotxar no haver seguit buscant a Iskandar i els va reenviar a tots a la tasca, amb l'amir Shah Malik; durant 15 dies van estar pels boscos sense poder acampar per la pluja intensa que no parava i Timur ho va saber i finalment va ordenar que tornessin. Timur va aixecar el campament de la muntanya i va anar a acampar a la rodalia del castell de Nur; allí li foren portats el nebot d'Iskandar Shayki i altres parents que havien estat fets presoners i els va perdonar la vida; el govern d'Amol i Rustamdar estava vacant i quan Tamerlà va arribar a Kelare Desht on va acampar uns dies a la pradera, va rebre a Ghiyath al-Din, fill del Sayyid maraixi Kamal al-Din, que havia estat ben tractat per l'emperador; a causa de la guerra permanent que el xerif havia fet sempre a Iskandar Shayki; Tamerlà li va donar el principat d'Amol.